# 越川優
越川 優（こしかわ ゆう、1984年6月30日 - ）は、日本の元男子ビーチバレーボール選手、インドアバレーボール選手。元全日本代表。ホリプロスポーツ文化部所属。

## 来歴
石川県金沢市出身。金沢市立野田中学校を卒業後、高校バレーの名門・長野県岡谷工業高等学校に入学。在学中の春の高校バレーでは2年生時にキャプテンとして準優勝。インターハイは1年生時に優勝、2年生時に準優勝、3年生時に3位入賞。3年生時での国体でも優勝を飾った。

### 全日本入り
2002年、釜山アジア大会で、（男子では）高校生初の全日本代表入りを果たす。高校卒業後、2003年にVリーグのサントリーサンバーズに入団。
2005年9月に行われた第13回アジア選手権では、ベストスコアラーを獲得し、日本の5大会ぶりの優勝に貢献。
2006年7月、サントリーサンバーズとプロ契約を結んだ。マネージメント会社はホリプロ。自身のスポーツ用品スポンサーはミズノ。
2007年、ワールドカップに出場。「プリンス・オブ・ニッポンバレー」というキャッチコピーが用いられた。
2008年8月、北京オリンピックに出場し、1次リーグA組第3戦目の中国戦にて、左膝の半月板を断裂。翌々日の第4戦目、ベネズエラ戦に出場するも第3セットで途中交代。第5戦目アメリカ戦は出場を見合わせ、その後、帰国し手術が行われた。

### イタリアプロリーグ・セリエAへ
2009年7月、イタリア2部リーグ（セリエA2）のパッラヴォーロ・パドヴァ（現・Fidia Padova）へ完全移籍した。 同じ年のグラチャンは、左膝半月板再断裂のため出場せず。これは2009年10月9日の練習中に膝をひねった事が原因とのこと。
2010年4月、イタリア2部リーグ（セリエA2）8位にてシーズン終了。同年9月、イタリアで行われた世界選手権（世界バレー）に出場し、2次ラウンド（13位）で終了した。
2011年4月3日、イタリア2部リーグ（セリエA2）2位にてレギュラーラウンド終了。プレーオフへ進出。同年5月11日、イタリア2部リーグ（セリエA2）プレーオフ・ファイナル第3戦にて、サンタクローチェ(NGM　MOBILE　S.CROCE)に3-2で勝利し、所属チームPhyto Performance Padovaは来シーズンのA1昇格が決定した。同年7月、2011/12シーズンの所属が決定。イタリア1部リーグ（セリエA1）「Fidia Padova」で、日本人5人目となるA1プレーヤーとなる。2012年1月5日のローマ(M. Roma Volley)戦では、リベロとして全セット出場。
しかし2011年のワールドカップのメンバーからは外れ、2012年3月30日発表の2012年度全日本男子チーム登録メンバー27名には入っていたが、5月16日発表の登録メンバー20名、5月31日発表の最終登録メンバー12名には選出されなかった。

### 日本球界・全日本復帰
2012年7月、サントリーサンバーズへの復帰が発表された。
2013年7月、サントリー退団が発表され、8月5日にJTサンダーズに移籍した。
同年11月のグラチャンバレーに出場。4戦目のイタリア戦では、全日本主将の山村宏太がベンチメンバー（エントリーメンバー14人のうち各試合12人）から外れたため、越川が代わりに、キャプテンマークが付いた17番のユニフォームで試合に臨んだ。
2013/14Vプレミアリーグにおいて、Vリーグ歴代1位となるサーブ効果率21.1%を記録し、さらに最多得点部門でも日本人選手歴代1位となる532点をたたき出すなど、JTの10年ぶり準優勝に大きく貢献し敢闘賞及びベスト6賞・サーブ賞の栄に浴した。
2014/15Vプレミアリーグにおいて、JT悲願の初優勝の原動力となり、MVPを獲得した。2017年1月5日、JTサンダーズは越川の今季限りの退部とビーチバレーボール転向を発表した。
2017年、プロビーチバレープレイヤーに転向したが、2020年8月、ヴォレアス北海道への入団を発表。ビーチバレーボールの活動を続けつつ、インドアへ復帰した。2021年もヴォレアスと契約更新し、選手と同時にコーチ、チームディレクター（GM補佐）、アカデミーアドバイザーとしても契約した。
2022年3月21日、現役引退を表明。V2優勝を果たし、現役最後の戦いとしてVC長野トライデンツとの入替戦（V・チャレンジマッチ）に臨んだが、得点率で敗れチームのV1昇格は叶わなかった。2022年5月8日、札幌市内で引退会見を行い、「常に挑戦し続けてきたバレー人生だったので後悔は1つもありません。たくさんの方々に支えていただき本当に幸せだと思う」とコメントした。また、道内を拠点に次世代の選手育成へ向け活動する意向も示した。2022年5月末でヴォレアスとの契約を終える。

## プレースタイル
破壊力抜群の高速ジャンプサーブ、最高到達点347cmの高さを生かした強烈なスパイクが武器である。以前はサーブレシーブを苦手にしていたが、イタリア・セリエAではサーブレシーブを任される（リベロとして出場したことも）などかなり改善された。

## 人物
- 父親（星稜高校バレー部出身で国体出場経験あり、母親もクラブチームで全国を経験[23]）譲りの、車好き（家に自動車専門誌があったり一緒に輸入車ショーに行ったり）だった。しかし、所属していたサントリーサンバーズでは当時、「25歳まで車を買ってはいけない」という内規があったという。電車・バスなど他の乗り物も好きで、将来の夢はパイロットだった[24]。
- 姉は元岡山シーガルズの越川瞳美[23]。
- 2013年7月に結婚。その後離婚し、2018年11月、ビーチバレー選手・石井美樹との結婚を自身のInstagramで発表した[25][26]。その後、「週刊文春」2022年1月13日発売号で離婚が報じられた[27]。

## 球歴
- 全日本代表 - 2002年、2004年-
  - オリンピック - 2008年
  - 世界選手権 - 2006年
  - ワールドカップ - 2007年

## 受賞歴
- 2004年 - 第10回Vリーグ 新人賞
- 2006年 - 第12回Vリーグ 敢闘賞・サーブ賞・ベスト6
- 2007年 - 2006/07V・プレミアリーグ 最高殊勲選手賞・ベスト6
- 2009年
  - 2008/09V・プレミアリーグ サーブ賞、ベスト6
  - 第58回黒鷲旗大会 ベスト6
- 2013年 - 2012/13 Vプレミアリーグ ベスト6[28]
- 2014年
  - 2013/14 Vプレミアリーグ 敢闘賞、ベスト6、サーブ賞
  - 第63回黒鷲旗大会 敢闘賞、ベスト6
- 2015年
  - 2014/15 Vプレミアリーグ 最高殊勲選手賞、ベスト6
- 2017年
  - 2016/17 Vプレミアリーグ 特別功労賞
  - 第66回黒鷲旗全日本選抜大会 MVP、ベスト6

## 所属チーム
- 長野県岡谷工業高等学校
- サントリーサンバーズ（2003-2009年）
- パッラヴォーロ・パドヴァ（2009-2012年）
- サントリーサンバーズ（2012-2013年）
- JTサンダーズ（2013-2017年）
- ヴォレアス北海道（2020-2022年）

## 個人成績
Vプレミアリーグレギュラーラウンドにおける個人成績は下記の通り。
| シーズン | 所属       | 出場 | 出場   | アタック | アタック | アタック | アタック | ブロック | ブロック | サーブ | サーブ | サーブ | サーブ | レセプション | レセプション | 総得点 | 備考 |
| -------- | ---------- | ---- | ------ | -------- | -------- | -------- | -------- | -------- | -------- | ------ | ------ | ------ | ------ | ------------ | ------------ | ------ | ---- |
| シーズン | 所属       | 試合 | セット | 打数     | 得点     | 決定率   | 効果率   | 決定     | /set     | 打数   | エース | 得点率 | 効果率 | 受数         | 成功率       | 総得点 | 備考 |
| 2003/04  | サントリー | 21   | 73     | 269      | 125      | 46.5%    | %        | 13       | 0.18     | 278    | 36     | 12.95% | 17.4%  | 299          | 56.2%        | 174    |      |
| 2004/05  | サントリー | 28   | 103    | 562      | 290      | 51.6%    | %        | 31       | 0.30     | 360    | 33     | 9.17%  | 15.7%  | 440          | 64.8%        | 354    |      |
| 2005/06  | サントリー | 27   | 97     | 606      | 338      | 55.8%    | %        | 35       | 0.36     | 346    | 30     | 8.67%  | 17.2%  | 173          | 63.4%        | 403    |      |
| 2006/07  | サントリー | 26   | 95     | 655      | 346      | 52.8%    | %        | 41       | 0.43     | 403    | 34     | 8.44%  | 16.1%  | 347          | 64.6%        | 421    |      |
| 2007/08  | サントリー | 28   | 100    | 674      | 371      | 55.0%    | %        | 44       | 0.44     | 417    | 33     | 7.91%  | 15.7%  | 430          | 61.6%        | 440    |      |
| 2008/09  | サントリー | 24   | 84     | 510      | 268      | 52.5%    | %        | 32       | 0.38     | 369    | 37     | 10.03% | 16.7%  | 328          | 66.2%        | 337    |      |
| 2012/13  | サントリー | 28   | 96     | 623      | 283      | 45.4%    | %        | 42       | 0.44     | 375    | 33     | 8.80%  | 17.0%  | 540          | 63.9%        | 358    |      |
| 2013/14  | JT         | 28   | 110    | 861      | 426      | 49.5%    | %        | 46       | 0.42     | 485    | 60     | 12.37% | 21.1%  | 725          | 65.9%        | 532    |      |
| 2014/15  | JT         | 21   | 79     | 610      | 270      | 44.3%    | %        | 26       | 0.33     | 308    | 23     | 7.47%  | 15.7%  | 474          | 62.4%        | 319    |      |
| 2015/16  | JT         | 16   | 63     | 370      | 153      | 42.7%    | %        | 21       | 0.25     | 250    | 21     | %      | 16.8%  | 488          | 59.0%        | 254    |      |
| 2016/17  | JT         | 21   | 81     | 558      | 235      | 42.1%    | %        | 37       | 0.46     | 289    | 25     | %      | 15.1%  | 439          | 58.1%        | 297    |      |

| 太字 | はタイトル獲得 |